# Gittinsita
La gittinsita és un mineral de la classe dels silicats.

## Característiques
La gittinsita és un sorosilicat de fórmula química CaZrSi₂O₇. Cristal·litza en el sistema monoclínic. És una espècie isostructural amb la thortveitita.
Segons la classificació de Nickel-Strunz, la gittinsita pertany a «09.BC: Estructures de sorosilicats (dímers), grups Si₂O₇, sense anions no tetraèdrics; cations en coordinació octaèdrica [6] i major coordinació» juntament amb els següents minerals: keiviïta-(Y), keiviïta-(Yb), thortveitita, itrialita-(Y), keldyshita, khibinskita, parakeldyshita, rankinita, barisilita, edgarbaileyita, kristiansenita i percleveïta-(Ce).

## Formació i jaciments
Va ser descoberta l'any 1980 al complex alcalí de Kipawa, a Les Lacs-du-Témiscamingue, a la regió d'Abitibi-Témiscamingue (Quebec, Canadà).